# لجام

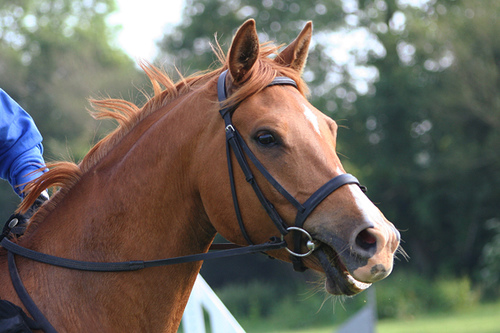
حصان مقيَّد بلجام.

لجام والجمع ألجمةٌ، وهو عباره عن حديدةٌ وما يتَّصل بها تُوضع في فم الحصان أو البَغْل أو الحمار لقيادتها.

## أقسام اللجام
يتألف اللجام من أربعة أقسام رئيسية هي:
- القماط الرأسي وحزام الحنجرة.
- الرباط الجبهي.
- الحزام الأنفي.
- الشكيمة (الشكائم)، العذارين، العنانين

وهناك احجام وأنواع والوان كثيره للجام.
يجب أن يكون اللجام مناسباً للجواد وأن يتم تركيبه بشكل صحيح على رأس الجواد، ويستحسن أن يكون مصنوعاً من نوعية جيدة متينة- غالبا من الجلد. وقد يكون اللجام مزدوجاً أو بسيطاً يؤلفه القطعة الرأسية التي تتصل بالشكيمة ثم العنان. أما حزام القسم الأنفي فهو جزء هام من اللجام وهو مصمم لإيقاف وكبح الحصان، كما أن وظيفتهُ منع الحصان من فتح فمه بشكل زائد وهو بنفس الوقت يزيد من جمال رأس الحصان وصحته.